# Andrena polemonii
Andrena polemonii är en biart som beskrevs av Robertson 1891. Andrena polemonii ingår i släktet sandbin, och familjen grävbin. Inga underarter finns listade i Catalogue of Life.